# Mỹ Long Nam
Mỹ Long Nam là một xã cũ thuộc huyện Cầu Ngang, tỉnh Trà Vinh, Việt Nam.

## Địa lý
Xã Mỹ Long Nam có vị trí địa lý:
- Phía đông giáp Sông Cổ Chiên
- Phía tây giáp xã Hiệp Mỹ Đông và xã Mỹ Hòa
- Phía nam giáp thị xã Duyên Hải và xã Hiệp Mỹ Tây
- Phía bắc giáp xã Mỹ Long Bắc.

Xã Mỹ Long Nam có diện tích 65,49 km², dân số năm 2019 là 6.767 người, mật độ dân số đạt 103 người/km².

## Hành chính
Xã Mỹ Long Nam được chia thành 5 ấp: 3, 4, 5, Nhì, Nhứt B.

## Lịch sử
Ngày 2 tháng 3 năm 1998, Chính phủ Việt Nam ban hành Nghị định số 13/1998/NĐ-CP về việc thành hai xã Mỹ Long Nam và Mỹ Long Bắc.
Xã Mỹ Long Nam có 6.548,7 ha diện tích tự nhiên và 6.018 nhân khẩu.